# Aristida hintonii
Aristida hintonii är en gräsart som beskrevs av Albert Spear Hitchcock. Aristida hintonii ingår i släktet Aristida och familjen gräs. Inga underarter finns listade i Catalogue of Life.